# Quirlblättriger Kümmel
Der Quirlblättrige Kümmel (Trocdaris verticillata (L.) Raf., Syn.: Carum verticillatum (L.) W.D.J.Koch), auch Quirl-Kümmel genannt, ist die einzige Art der Pflanzengattung Trocdaris innerhalb der Familie der Doldenblütler (Apiaceae).

## Beschreibung

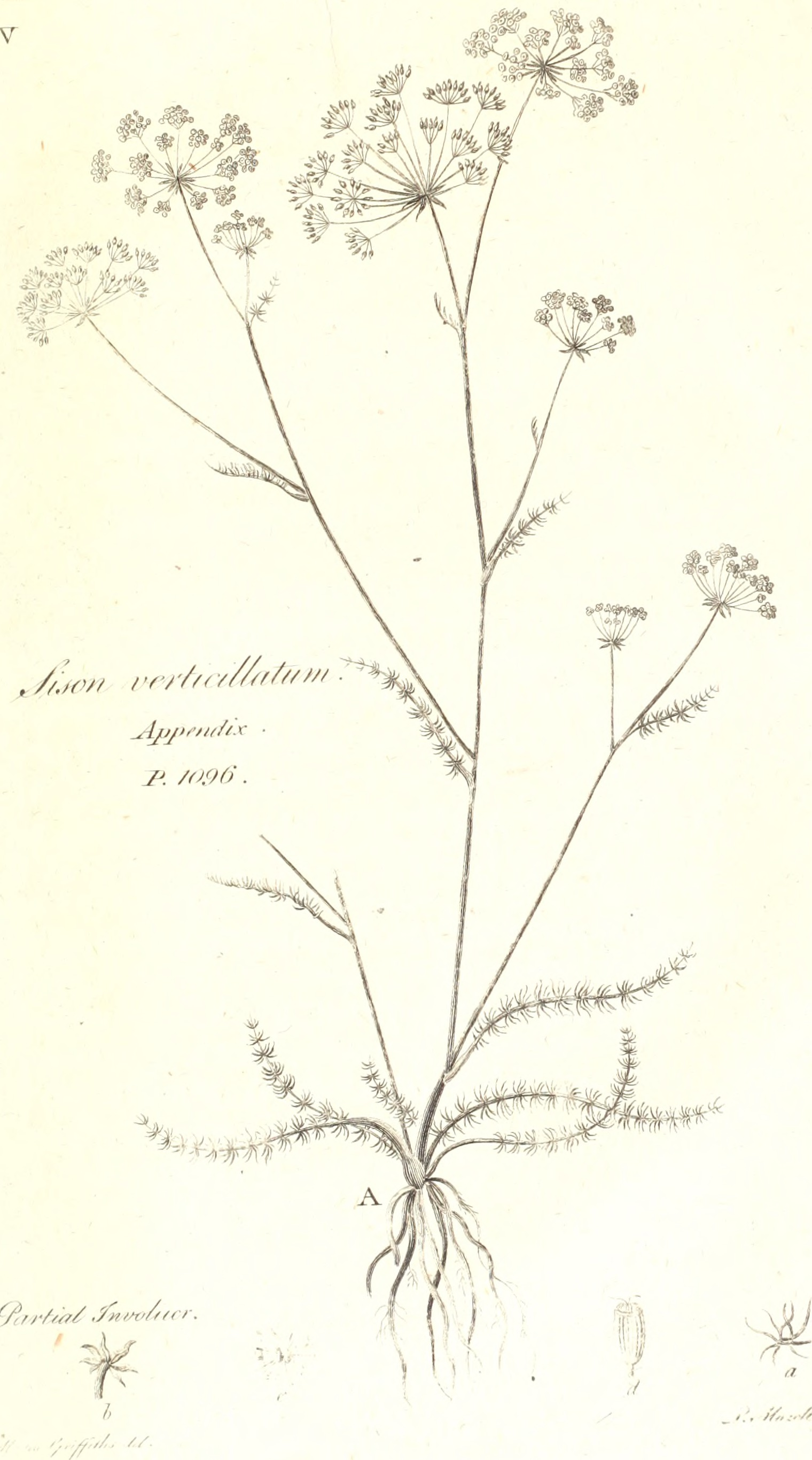
Illustration

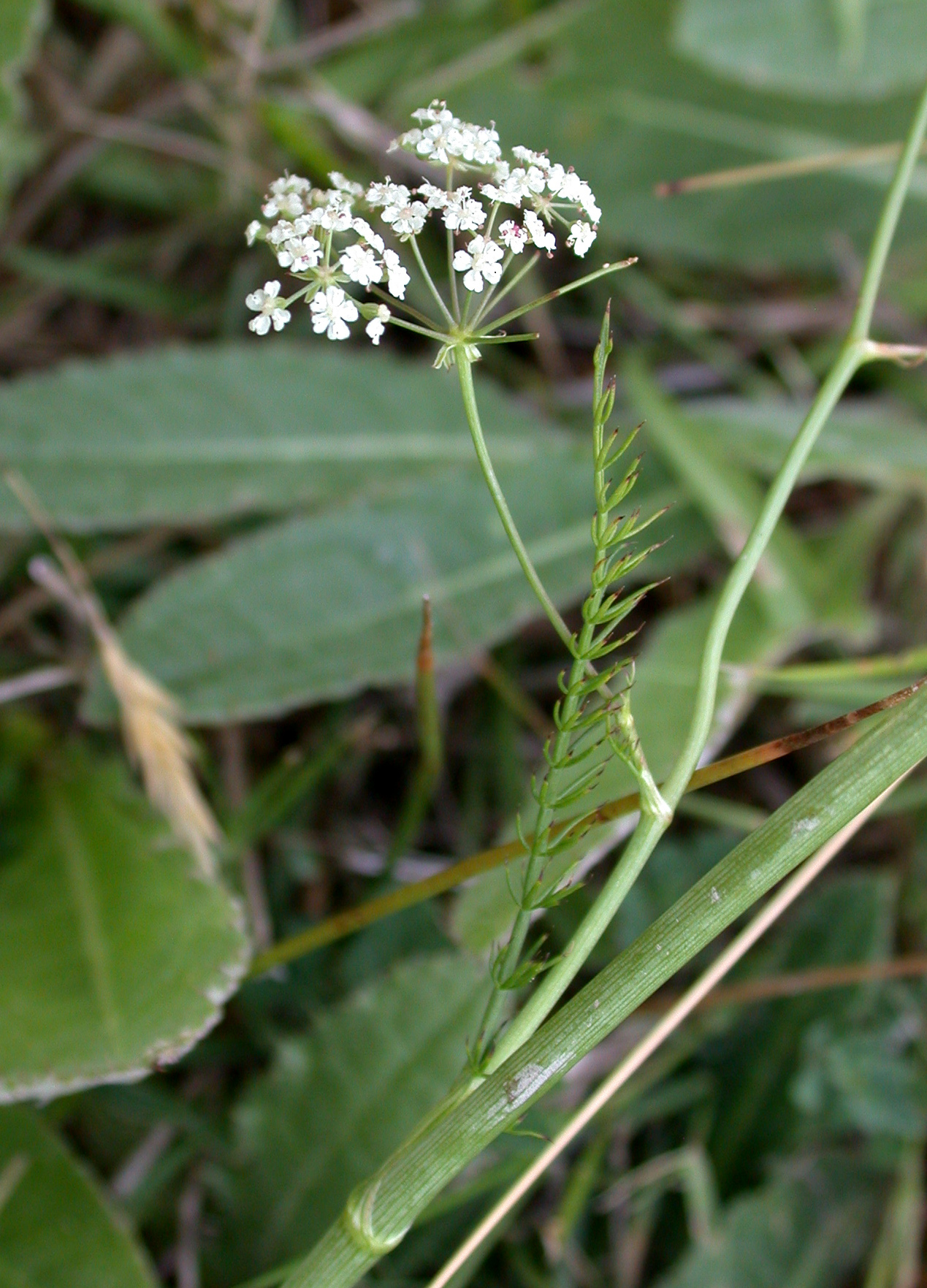
Habitus

### Vegetative Merkmale
Der Quirlblättrige Kümmel wächst als ausdauernde krautige Pflanze, die Wuchshöhen von 30 bis 60 (bis 120) Zentimetern erreicht. Der Stängel ist steif aufrecht, nur im oberen Teil etwas verzweigt und trägt am Grund einen Faserschopf. Die fleischigen, verdickten Wurzeln sind „gebüschelt“. Die Grundblätter sind einfach gefiedert, gestielt, im Umriss linealisch, mit 25 bis 30 Paar quirlig angeordneter, sehr fein zerteilter Fiedern. Die Fiedern letzter Ordnung sind sehr schmal und fein, dicht gedrängt und um die Hauptspindel scheinbar fast quirlig angeordnet. Die oberen Stängelblätter sitzen der am Grunde nackten Blattscheide auf.

### Generative Merkmale
Die Blütezeit reicht von Juli bis August. Der doppeldoldige Blütenstand ist 6- bis zu 13- (bis 17-)strahlig mit fast gleich langen, 2 bis 5 Zentimeter langen Strahlen. Hülle und Hüllchen sind 5- bis 10-blättrig. Die Blüten sind radiärsymmetrisch und fünfzählig. Die Kronblätter sind weiß oder rötlich und etwas über 1 Millimeter lang. Das Griffelpolster ist flach gewölbt. Die Doppelachäne ist 2,5 bis 4 Millimeter lang und deutlich gerippt. Der Fruchthalter ist nur an der äußersten Spitze kurz gegabelt.
Die Chromosomenzahl beträgt 2n = 20.

## Ökologie
Der Quirlblättrige Kümmel tritt in einer Land- und in einer Wasserform auf. Die Wasserform treibt nur Grundblätter aus, die aber bis zu 42 Zentimeter lang werden können. Bei der Landform treten an trockenen Standorten Formen auf, deren grundständige Laubblätter nicht viel über 5 Zentimeter lang werden.

## Vorkommen
Das gesamte Verbreitungsgebiet umfasst die Länder Marokko, Portugal, Spanien, Andorra, Frankreich, Vereinigtes Königreich, Irland, Belgien, die Niederlande, Kroatien und früher Deutschland. In Mitteleuropa kommt der Quirlblättrige Kümmel in Holland, Belgien und im Elsass vor; dort und in den Dombes nördlich von Lyon ist heute die Ostgrenze seines Verbreitungsgebietes. Früher kam er auch in Deutschland am Ober- und am Niederrhein vor; auf eine Wiedereinbürgerung kann man dort aber kaum hoffen. 
Der Quirlblättrige Kümmel gedeiht am besten auf zeitweise feuchten, ja nassen, moorigen, torfig-sandigen oder tonigen Böden in Lagen mit dauernd hoher Luftfeuchtigkeit und mildem Klima. Er ist kalkmeidend und besiedelt wechselnasse, moorige Wiesen. Es ist eine Charakterart des Caro-Juncetum acutiflori aus dem Juncion acutiflori-Verband. Er steigt auf der Iberischen Halbinsel bis 2500 Meter Meereshöhe auf.

## Taxonomie
Die Erstveröffentlichung erfolgte 1753 unter dem Namen (Basionym) Sison verticillatum L. in Species Plantarum, Seite 253. Es erfolgten Neukombinationen zu Carum verticillatum (L.) W.D.J.Koch und Trocdaris verticillata (L.) Raf. Der seit Zakharova et al. 2012 akzeptierte Name ist Trocdaris verticillata (L.) Raf. Weitere Synonyme für Trocdaris verticillata (L.) Raf. sind: Seseli verticillatum (L.) Crantz, Sium verticillatum (L.) Lam., Bunium verticillatum (L.) Gren. & Godr., Pimpinella verticillata (L.) Jess., Apium verticillatum (L.) Caruel, Selinum verticillatum (L.) E.H.L.Krause.
Die monotypische Gattung Trocdaris gehört zur Tribus Oenantheae in der Unterfamilie Apioideae innerhalb der Familie der Apiaceae.